# Lumellogno

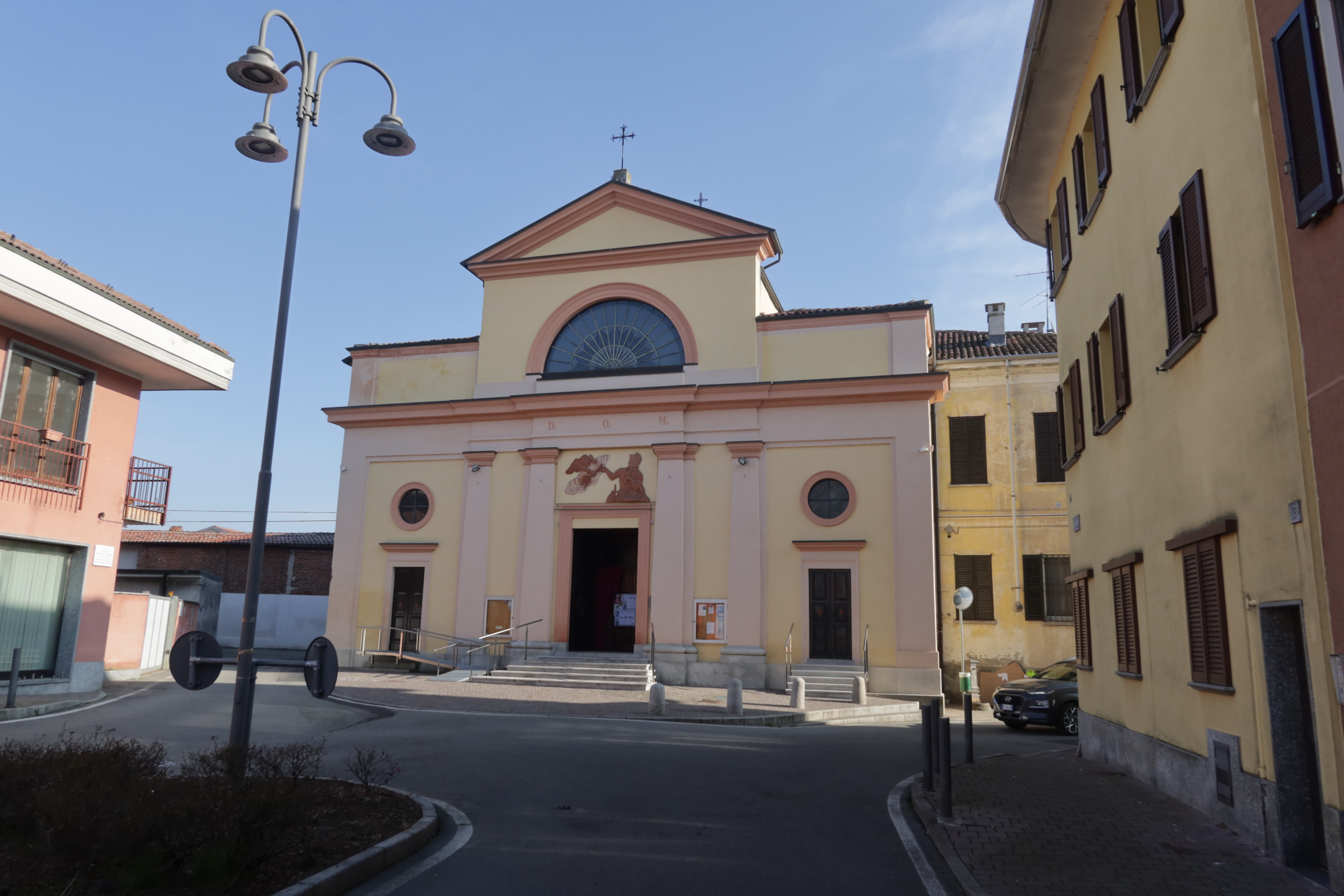

Lumellogno ist eine Fraktion der italienischen Gemeinde (comune) Novara in der Provinz Novara, Region Piemont.

## Geographie
Lumellongo mit seinen etwas mehr als 1600 Einwohnern (Stand 2020) liegt in der Poebene, etwas mehr als 4 Kilometer südwestlich von Novara auf 138 m s.l.m. auf der orographisch rechten Seite des Agogna. Der landwirtschaftlich geprägte Ort ist von Reisfeldern umgeben.

## Geschichte
Der Ort wurde erstmals im Jahr 840 als Numenomium schriftlich erwähnt. Die Umgebung war aber bereits zur späten Bronzezeit besiedelt, wie Funde der Golasecca-Kultur unterstreichen. 1237 erhielt Lumellogno Gemeinderechte, die auch unter der Herrschaft der Mailänder Visconti und Sforza beibehalten wurden. Erst in der napoleonischen Epoche wurde die Gemeinde aufgelöst und unter dem Vizekönig von Italien Eugène de Beauharnais 1808 eingemeindet. Nach dem Ende der napoleonische Epoche konnte Lumellogno seine administrative Selbständigkeit nicht wieder zurückgewinnen. 1818 bestätigte Viktor Emanuel I. die Auflösung der Gemeinde und die Eingemeindung nach Novara. Während der italienischen Unabhängigkeitskriege wurde der Ort 1848 und 1859 von österreichischen Truppen besetzt. Gegen Ende des 19. Jahrhunderts hatte die Sozialistische Partei unter den Landarbeitern in Lumellogno zahlreiche Anhänger gefunden. Das von den Sozialisten errichtete Parteihaus wurde 1922 zum Ziel eines Angriffes der Squadristen. Bei dem als „Schlacht von Lumellongo“ in die Geschichte eingegangenen Ereignis starben drei Landarbeiter und ein Faschist. Drei weitere Landarbeiter starben später an den Folgen ihrer Verletzungen.

## Persönlichkeiten
- Petrus Lombardus (um 1095/1100–1160), Theologe und Bischof von Paris